# Formulaire de Marculf
Le formulaire de Marculf (Formulae Marculfi) est un recueil mérovingien  d'actes juridiques composé entre la deuxième moitié du VIIe siècle et le début du VIIIe siècle par un moine nommé Marcellin, ou dans ce contexte Marculf. Ce document est considéré comme le « formulaire le plus important de l'époque mérovingienne et le plus intéressant aussi au point de vue diplomatique ».

## Contenu
Un « formulaire » est à cette époque une compilation d'exemples d'actes codifiés, qui sert notamment de manuel pour les rédacteurs de chartes, diplômes ou autres actes administratifs (les premiers formulaires connus, datant de l'Empire romain, sont encore utilisés au début du Moyen Âge). On suppose qu'ils servaient aussi au dictamen ou ars dictaminis, c'est-à-dire à l'enseignement du droit associé à celui de la composition, du style, de la rhétorique épistolaire qui semble avoir pris une grande place à partir du XIe siècle.
Marculf dédie l'ouvrage à Landry de Paris (évêque de Paris dans les années 650 à 656, béatifié en saint Landri).
Ce formulaire est divisé en deux livres :
1. Le premier livre contient des modèles d'actes à l'usage de la chancellerie royale (57 formules de diplômes royaux) ;
2. Le second livre est une collection de modèles d'actes privés (carta pagenses) (52 formules).

Marculf n'y fait pas figurer les protocoles ni certaines formules ni souvent les noms propres (alors remplacés par le pronom ille).
Ce travail laisse supposer une bonne connaissance voire une pratique régulière du droit de l'époque et de la rédaction des actes de la part de Marculf, peut-être au service de la chancellerie royale. Marculf devait aussi avoir accès à des archives, probablement celles de l'abbaye de Saint-Denis, qui servait alors de dépôt des actes royaux.
Ce formulaire contient notamment le modèle d'acte de nomination de comte, ce qui constitue une preuve qu'une partie des fonctions du roi étaient assumées localement par le comte.

## Extraits
Formule de serment de fidélité au roi

« Comment le serment de fidélité est prêté au roi. — X, roi, à Y tel, comte. Comme nous avons prescrit, avec le consentement de nos grands, que notre glorieux fils, X, serait roi dans notre royaume, Y, nous ordonnons que vous fassiez convoquer et rassembler en des lieux convenables, par les cités, villages et châteaux tous les habitants de vos pagi, tant Francs, Romains qu'appartenant à toute autre nation, pour qu'en présence de notre missus, Z, homme illustre, adressé par nous, dans ce but, ils aient à promettre et à jurer fidélité à notre fils éminent et à nous, ainsi que le leudesamio sur les [reliques des] saints et les gages que nous avons envoyé à cet effet. »

— Marculfe, Formules, I, 40
Le comte, agent de l'administration royale

« Charte de duché, de patriciat ou de comté. — La perspicacité de la clémence royale est louée dans sa perfection pour ce qu'elle sait choisir entre tous les sujets ceux que distinguent leur mérite et leur vigilance et il ne convient pas de remettre une dignité judiciaire à quiconque avant d'avoir éprouvé sa foi et son zèle. En conséquence, comme il nous semble avoir trouvé en toi, foi et efficacité, nous t'avons confié la charge du comté, du duché ou du patriciat, dans tel pays, que X, ton prédécesseur, paraît avoir assumée jusqu'à présent, pour l'assumer et la régir, en sorte que tu gardes toujours une fois intacte à l'égard de notre gouvernement, et que tous les peuples habitant là — tant Francs, Romains, Burgondes que toute autre nation — vivent et soient administrés par ta direction et ton gouvernement et que tu les régisses par droit chemin, selon leur loi et coutume, que tu apparaisses le grand défenseur des veuves et des orphelins, que les crimes des brigands et des malfaiteurs soient sévèrement réprimés par toi, afin que les peuples vivant dans la prospérité et dans la joie sous ton gouvernement aient à demeurer tranquilles ; et que tous ce que dans cette charge l'autorité du fisc est en droit d'attendre que tu l'apportes toi-même, chaque année, à nos trésors. »

— Marculfe, Formules, I, 8

## Suites
Ce formulaire a peut-être été utilisé à la chancellerie des rois mérovingiens, et très probablement par celle des maires du palais.
C'est en tous cas l'un des formulaires officiels utilisés par les juristes des premiers Carolingiens (Pépin le Bref, Carloman Ier et Charlemagne) :
- Karl Zeumer a publié six formules en relation étroite avec le recueil de Marculf sous le titre de Supplementum formularum Marculfi, puis 3 autres sous le titre Additamenta e codicibus Marculfi. Ils semblent avoir été insérés dans la collection à la fin de l’époque mérovingienne.
- La compilation a été remaniée sous le règne de Charlemagne et renommée Formulae Marculfinae aevi karolini.